# Micraglossa straminealis
Micraglossa straminealis là một loài bướm đêm trong họ Crambidae.